# Объединённая африканская миссия в Судане
Объединённая африканская миссия в Судане (AMIS), образована Африканским Союзом (AU), силы по поддержанию мира, действующие прежде всего в западной области страны — Дарфуре с целью выполнения операций по поддержанию мира, связанных с конфликтом в Дарфуре. Первоначально основана в 2004 (150 отделений), к середине 2005, их число было увеличено до 7 000. По Решению Совета Безопасности ООН 1564, AMIS должен был «близко и непрерывно, кооперировать и координировать… на всех уровнях» свою работа с Миссией Организации Объединённых Наций в Судане (UNMIS). AMIS был единственной внешней военной силой в провинции Дарфур, в Судане, пока не прибыл ЮНАМИД. AMIS не был в состоянии эффективно сдержать насилие в Дарфуре. Более значительные, лучше снабженные силы по поддержанию мира, ООН первоначально предложило прислать в сентябре 2006, но из-за суданской правительственной оппозиции, это не было тогда осуществлено. Мандат AMIS неоднократно расширялся в течение 2006, в то время как ситуация в Дарфуре продолжала накаляться, пока AMIS не был наконец заменен на ЮНАМИД 31 декабря 2007.